# 赤海月黃金水母
赤海月黃金水母，又稱紅海刺水母，是游水母科黃金水母屬的一種水母。這一常見物種原產於西北太平洋，包括日本和韓國，但以前曾與體型更大、分佈更北的咖啡金黃水母（C. melanaster）混淆。因此，公共水族館中飼養的個體經常被誤認為是咖啡金黃水母。赤海月黃金水母的髓部通常有一個直徑為15—21 cm（5.9—8.3英寸）的鈴鐺。它的刺很強，對人類有危險。

## 功能
如果水母受了傷，它們會經歷對稱化的過程，在這過程中，它們會透過移動現有的部分而不是再造失去的部分來重組自己的身體，以保持平衡。